# Zsuzsa Polgár
Zsuzsa Polgár, también conocida como Susan Polgár (Budapest, 19 de abril de 1969), es una jugadora de ajedrez estadounidense nacida en Hungría. También es escritora y promotora del ajedrez.

## Biografía
Nació y se crio en Budapest. Junto con sus hermanas Judit y Zsófia, aprendió a jugar ajedrez muy joven, bajo la iniciativa de su padre László Polgár. Sus padres, quienes eran pedagogos, optaron por el sistema de educación en casa, utilizando el esperanto como si fuera la lengua materna, dando gran importancia a la práctica del ajedrez (además de tenis de mesa) y no permitiendo que sus hijas, desde pequeñas, participasen en torneos exclusivamente femeninos.
Participó en el World Microcomputer Chess Championship, en Budapest, en 1983 y era conocida ya como una gran jugadora.
En julio de 1984, a la edad de 15 años, estuvo en el puesto más alto del ranking femenino de jugadores de ajedrez de la FIDE.
En 1985, la Federación Húngara de Ajedrez no le permitía viajar a jugar torneos al extranjero porque se negaba a jugar en torneos femeninos, no pudiendo participar en el Campeonato Mundial Absoluto donde había logrado clasificarse.[cita requerida] En 1991 consigue su título de Gran Maestra internacional (GM) de ajedrez a la edad de 23 años, en categoría absoluta (no femenino).
En 1993 decide participar en el campeonato mundial femenino, sin embargo, no lo obtiene al empatar con Nana Ioseliani a 12 juegos.
En 1996 finalmente gana el título mundial derrotando a Xie Jun, perdiendo su título en 1999 al negarse a defenderlo debido a los cambios en el formato del campeonato Mundial. También ha sido campeona olímpica tres veces en la Olimpiada de Ajedrez que se realiza cada dos años, y ha obtenido medallas seis veces. También ha sido la única persona que obtuvo el título de campeona de ajedrez en modalidad clásica, Blitz (a cinco minutos), y ajedrez rápido (25 minutos).[cita requerida] En octubre de 2005 obtuvo un Elo de 2577, haciendo de ella la segunda mujer del ranking mundial, por detrás de su hermana Judit Polgár.

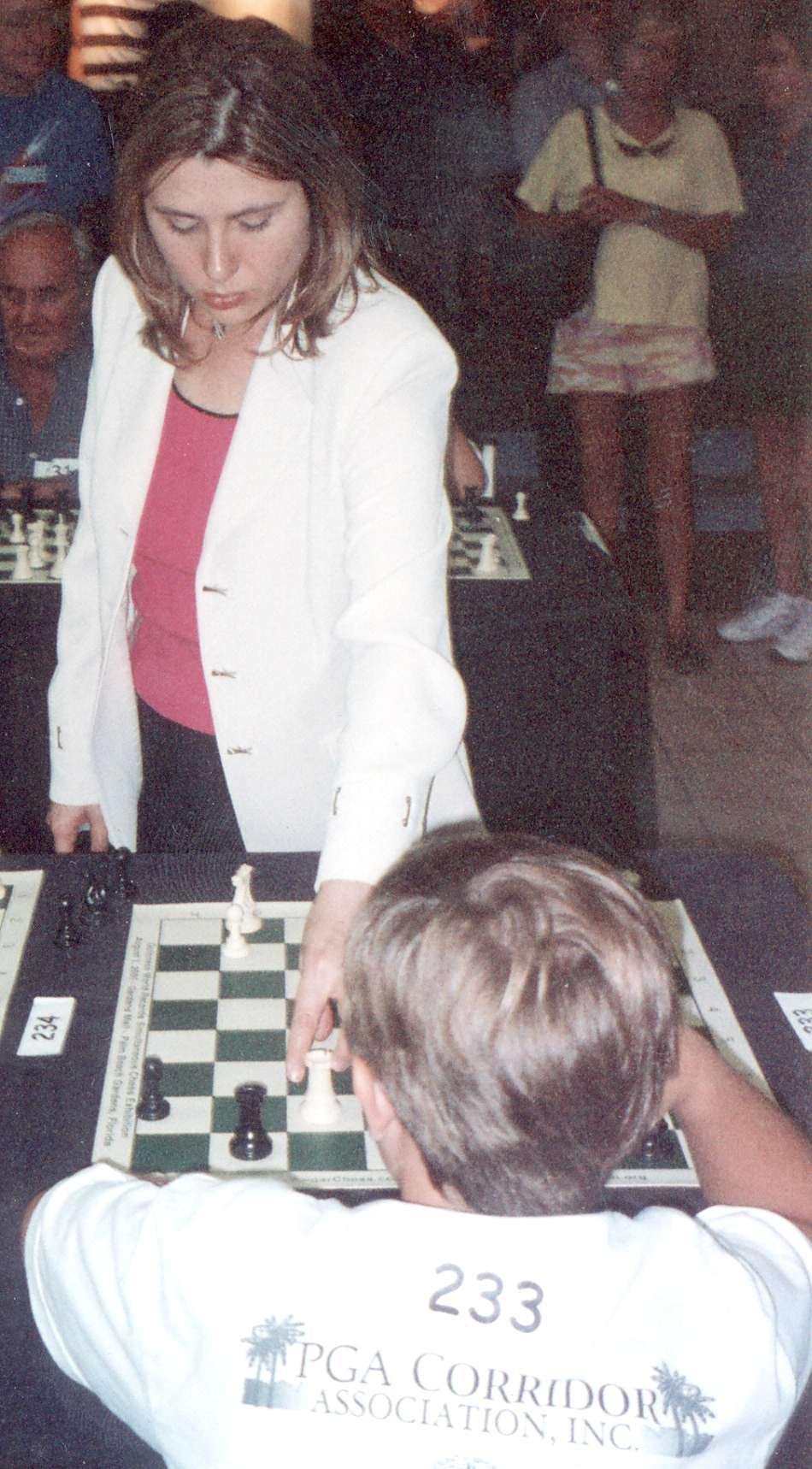
Zsuzsa Polgar.

Polgár vive en Estados Unidos, en Lubbock (Texas), tras haberse mudado desde el barrio neoyorquino de Forest Hills, donde fundó el Polgar Chess Center y la Fundación Susan Polgar que proporciona entrenamiento en ajedrez para niños y, especialmente, para niñas.
En la lista de enero de 2008 de la FIDE, Zsuzsa tenía 2577 puntos de Elo.